# Her Boy (film 1918)
Her Boy è un film muto del 1918 diretto da George Irving. La sceneggiatura di Albert S. Le Vino si basa su Conscription, storia di W. Carey Wonderly pubblicata su Snappy Stories il 18 ottobre 1917. Prodotto e distribuito dalla Metro Pictures Corporation, il film aveva come interpreti Effie Shannon, Niles Welch, Pauline Curley, James T. Galloway, Pat O'Malley, William Bechtel, Charles Sutton.

## Trama
Rimasta vedova, quando scoppia la guerra Helen Morrison teme di poter perdere il suo unico figlio, un ragazzo di ventuno anni che vorrebbe arruolarsi volontario. Nella sua fabbrica, David, mosso dagli ideali patriottici, spinge i compagni di lavoro ad arruolarsi ma cede a sua madre che lo supplica di rimanere con lei, a casa. Poi, però, riceve la chiamata: Helen, presa dal panico, falsifica la data di nascita del figlio. Ma così facendo, risulta che David sarebbe nato ben dopo la morte di suo marito, facendo di lui un illegittimo. Disgustato, il giovane si arruola sotto un altro nome, facendo vergognare sua madre per come si è comportata: in preda al rimorso, Helen finisce per confessare davanti a tutti ciò che ha fatto. David, ormai soldato in uniforme, perdona la madre.

## Produzione
Il film fu prodotto dalla Metro Pictures Corporation. Alcune delle scene vennero girate in Florida, a Jacksonville, al campo militare Joseph W. Johnson con veri militari che facevano da comparse.

## Distribuzione
Il copyright, richiesto dalla Metro, fu registrato il 21 gennaio 1918 con il numero LP11979. Distribuito dalla Metro Pictures Corporation, il film uscì nelle sale cinematografiche statunitensi il 28 gennaio 1918.
Non si conoscono copie ancora esistenti della pellicola che viene considerata presumibilmente perduta.